# Bosco/Gurin
Bosco/Gurin (italsky Bosco, německy Gurin) je obec ve švýcarském kantonu Ticino, okresu Vallemaggia. Nachází se v západní části kantonu, u hranic s Itálií. Žije zde asi 50 obyvatel. Obec je jedinou obcí kantonu Ticino, ve které je kromě italštiny úředním jazykem také němčina.

## Geografie

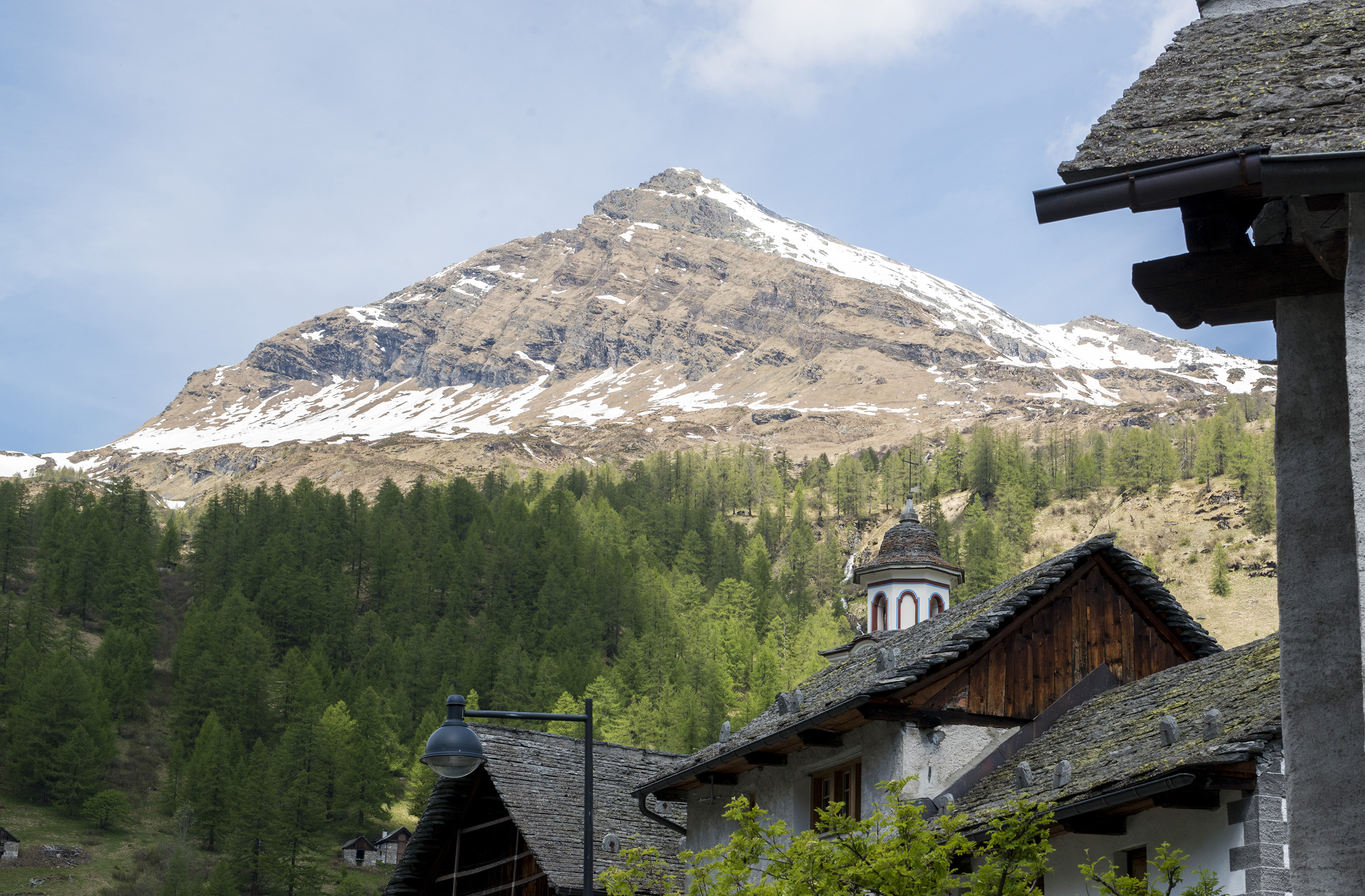
Vrchol Pizzo Stella

Hlavní osada Bosco/Gurin leží v nadmořské výšce 1506 metrů, což z ní činí nejvýše položenou obec v kantonu Ticino. Obec leží v horní (západní) polovině údolí Val di Bosco 35 km severozápadně od Locarna na hranici s Itálií. Severní hranice obce vede po hřebenech od Wandfluhhornu (2856 m n. m.) až po Camino (2489 m n. m.). Odtud vede východní hranice mírným obloukem na východ přes údolí Val di Bosco dolů k Pian Crosc (1955 m n. m.).
Jižní hranice obce vede opět po hřebenech (mírně jihozápadním směrem). Nejvyššími vrcholy jsou Pizzo Bombögn (2331 m n. m.), Grosshorn (2150 m n. m.), Kleinhorn (2171 m n. m.) a na západní hranici Madone/Batnall (2748 m n. m.). Západní hranice obce (zároveň státní hranice) využívá také přirozené dělicí linie. Vede mírně severovýchodním směrem od výše zmíněné Madone přes Ritzberg (2592 m n. m.) a Martschenspitz (2688 m n. m.) zpět k Wandfluhhornu/Pizzo Biela. Četné potoky se zde spojují v Boscu, a u Collinasca se vlévají do řeky Rovany. Z rozlohy obce 2212 ha tvoří 43,3 % neproduktivní půda (převážně horská). Téměř stejně rozsáhlé jsou části obce pokryté lesy a lesními porosty (27,8 %) a zemědělskou půdou (28,1 %). Pouze 0,9 % rozlohy celé obce tvoří zastavěná plocha. Nacházejí se zde také četné vysokohorské chaty.
Sousedními obcemi jsou Cerentino, Cevio a Campo (Vallemaggia) v kantonu Ticino a Formazza na italském území.

## Historie
Obec byla osídlena Walsery z italského údolí Val Formazza (německy Walser Pomatt) ve 13. století z podnětu lombardské vlády. První osadníci přišli do horního údolí řeky Rovany v roce 1244. Nalezli zde Alp ad Buschum, který byl využíván obcí Losone a nebyl obydlen po celý rok. Vesnice Bosco/Gurin je poprvé jmenovitě zmíněna v roce 1253 jako Lo Busco de Quarino. Ve 14. století zde probíhaly hraniční spory s obcí Cevio. V roce 1400 již Walserové skoupili téměř celou půdu, a žili proto relativně nezávisle. Ve středověku patřila obec k rodu Roana Superior, později až do roku 1798 ke společenství Ennetbirgische Vogteien. Opakovaně ji postihly katastrofy (mor v roce 1596; velké laviny v letech 1695 a 1742 s 34, resp. 42 mrtvými). V letech 1798–1803, v období Helvétské republiky, patřilo Bosco/Gurin ke kantonu Lugano a od té doby ke kantonu Ticino. Až do roku 1900 byla obec z velké části izolovaná.

## Obyvatelstvo
| Vývoj počtu obyvatel | Vývoj počtu obyvatel | Vývoj počtu obyvatel | Vývoj počtu obyvatel | Vývoj počtu obyvatel | Vývoj počtu obyvatel | Vývoj počtu obyvatel | Vývoj počtu obyvatel | Vývoj počtu obyvatel | Vývoj počtu obyvatel | Vývoj počtu obyvatel | Vývoj počtu obyvatel | Vývoj počtu obyvatel | Vývoj počtu obyvatel | Vývoj počtu obyvatel | Vývoj počtu obyvatel |
| -------------------- | -------------------- | -------------------- | -------------------- | -------------------- | -------------------- | -------------------- | -------------------- | -------------------- | -------------------- | -------------------- | -------------------- | -------------------- | -------------------- | -------------------- | -------------------- |
| Rok                  | 1591                 | 1801                 | 1850                 | 1880                 | 1900                 | 1920                 | 1950                 | 1980                 | 1990                 | 2000                 | 2010                 | 2017                 | 2018                 | 2020                 |                      |
| Počet obyvatel       | 300                  | 235                  | 382                  | 344                  | 286                  | 210                  | 186                  | 65                   | 58                   | 71                   | 48                   | 50                   | 46                   | 52                   |                      |

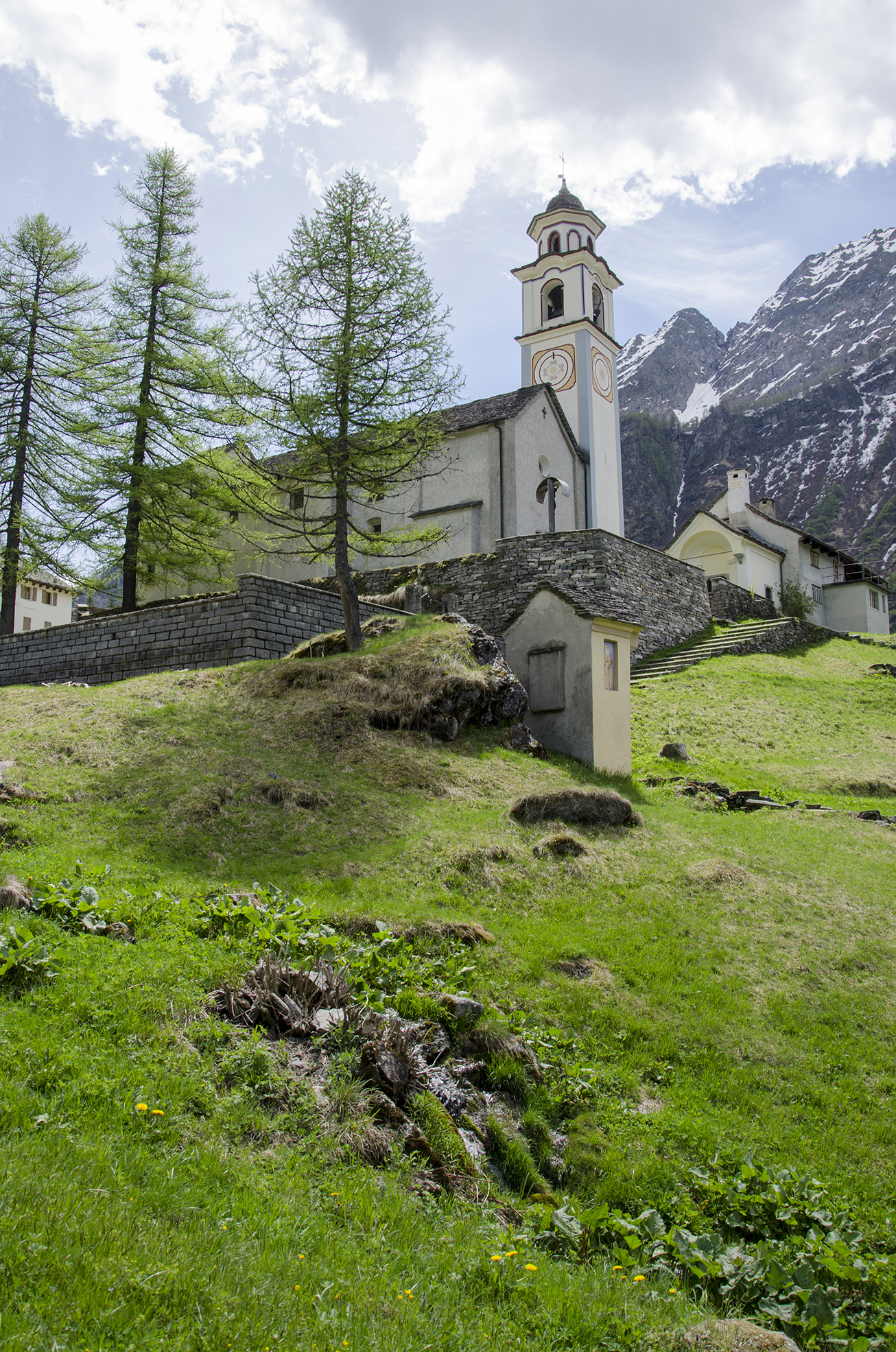
Kostel v obci

Na konci 16. století žilo ve walserské osadě asi 300 německy mluvících obyvatel. Sezónní změny bydliště mladých lidí za prací do německy mluvícího Švýcarska nebyly neobvyklé, ale v následujících třech stech letech nedošlo k rozsáhlému vystěhovalectví. Poté, co počet obyvatel na počátku 19. století klesl na 235, činil ještě na konci století necelé tři stovky. Ještě před přelomem století však v průběhu industrializace začalo silné vystěhovalectví; od roku 1880 do roku 1920 klesl počet obyvatel o 40 %. V letech 1950–1980 následovala další emigrace regionální (do německy mluvícího Švýcarska), kontinentální (do Itálie, Francie, Německa) a zámořská (Kalifornie). Během sta let se tak počet obyvatel snížil z 344 na 65 osob (1980); na konci roku 2019 měla obec stále 49 obyvatel, z toho 45 Švýcarů.

### Jazyky
Bosco/Gurin je jediným místem v italsky mluvícím Švýcarsku, kde se již více než 600 let mluví walserským dialektem němčiny, tzv. Gurinerdeutsch. Zatímco starší lingvistická literatura považovala gurinský dialekt za nářečí na jižním okraji německojazyčné oblasti, dnes se na něj stále častěji pohlíží z aspektu jazykového ostrova, protože jednak neexistují přímé dopravní cesty do německojazyčného Švýcarska a za druhé byly přerušeny kontakty se sousední Formazzou, která je rovněž walserská, ale patří k Itálii.
Sčítání lidu z roku 2000 však ukazuje, že většina obyvatel Gurinu se v poslední době stala italsky mluvícími. Tyto údaje je však třeba brát s rezervou: Při tomto sčítání bylo možné uvést jako hlavní jazyk pouze jeden jazyk. Gurinští Walserové, kteří jsou již dlouho bilingvní, si tak museli vybrat jeden ze dvou jazyků. Skutečnost, že bylo možné vybrat pouze standardní variety, a nikoli dialekty, přispěla také k tomu, že mnoho místních Walserů zaškrtlo italštinu; průzkumy ukázaly, že místní obyvatelstvo se domnívá, že ovládá lépe standardní italštinu než standardní němčinu. Němčina je však - zcela nezávisle na těchto interpretacích údajů - ohrožena už jen kvůli velmi malému počtu obyvatel. Celkový počet lidí hovořících dnes dialektem Gurinerdeutsch se odhaduje na přibližně 130; z přibližně 50 obyvatel obce jí mluví asi dvě třetiny (stav v roce 2014).
Vývoj v posledních desetiletích ukazuje následující tabulka:
| Jazyky v Bosco/Gurin |                   |                   |                   |                   |                   |                   |                   |                   |
| Jazyk                | Sčítání lidu 1970 | Sčítání lidu 1970 | Sčítání lidu 1980 | Sčítání lidu 1980 | Sčítání lidu 1990 | Sčítání lidu 1990 | Sčítání lidu 2000 | Sčítání lidu 2000 |
| Jazyk                | Počet             | Podíl             | Počet             | Podíl             | Počet             | Podíl             | Počet             | Podíl             |
| Němčina              | 95                | 81,9 %            | 61                | 93,8 %            | 35                | 60,3 %            | 23                | 32,4 %            |
| Italština            | 18                | 15,5 %            | 3                 | 4,6 %             | 20                | 34,5 %            | 37                | 52,1 %            |
| Počet obyvatel       | 116               | 100 %             | 65                | 100 %             | 58                | 100 %             | 71                | 100 %             |

## Hospodářství a doprava

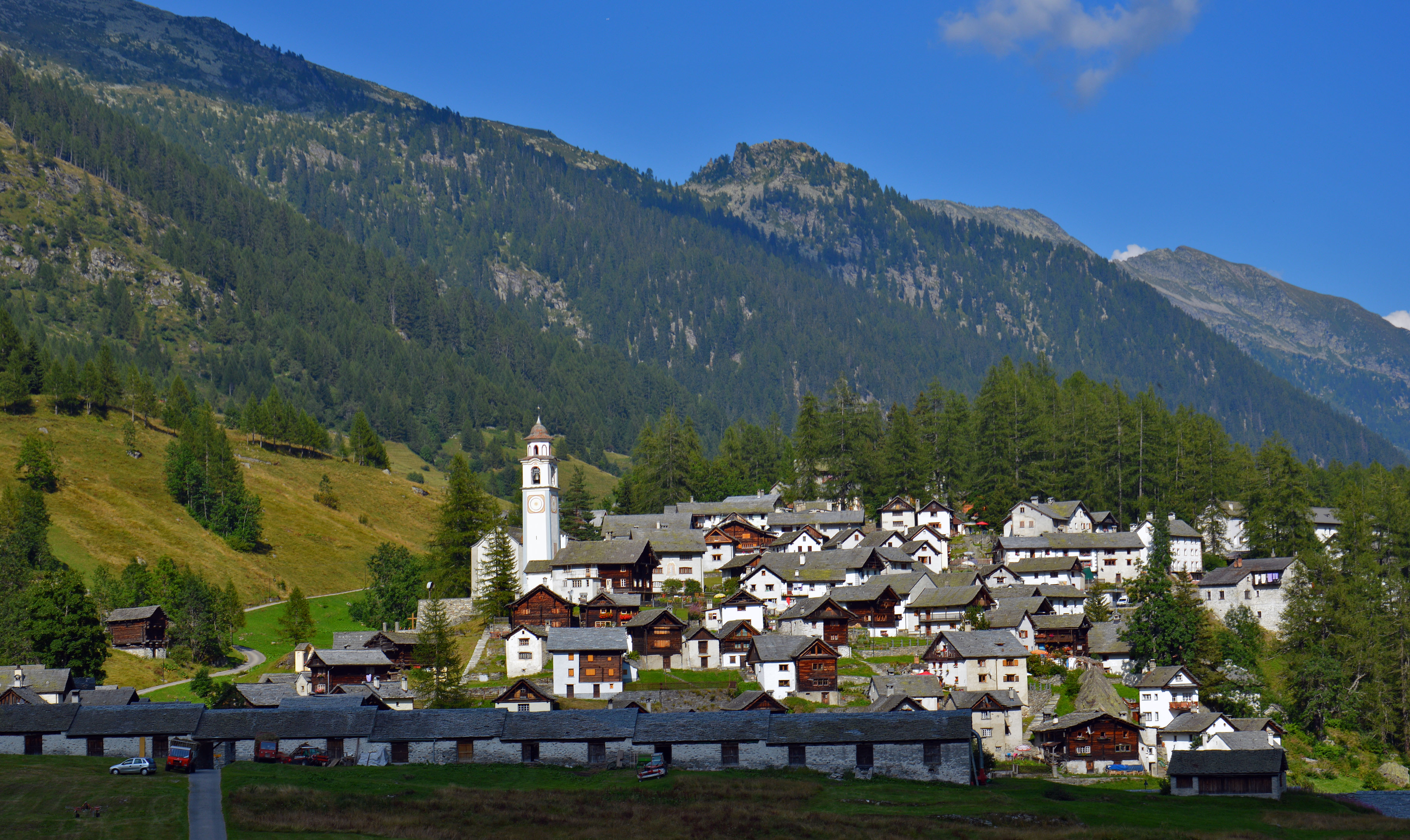
Pohled na obec

Obyvatelé, kteří v obci zůstali, se dlouho živili chovem dobytka a zpracováním mléka na máslo a sýr a také zemědělstvím (brambory, žito a konopí). I dnes naprostá většina (36 z 39 zaměstnaných osob) pracuje ve vlastní obci, a to z důvodu velké odlehlosti. Posiluje je sedm dojíždějících. Zemědělství ztratilo od 70. let 20. století značnou část svého významu.
Většina lidí dnes pracuje ve službách (cestovní ruch) a v obchodě. V obci se nachází vesnický obchod, který je „nejmenší pobočkou Coopu ve Švýcarsku“.
Hospodářský význam mají rekreační nemovitosti v domech, které již nejsou trvale obydleny, a v přestavěných hospodářských budovách (rustici); jejich podíl činil na začátku roku 2015 85,3 %, dále jsou zde dva větší skupinové domy, několik restaurací a hotel při vjezdu do obce.
Letní turistiku podněcují pěší turisté, zimní turistiku zase uživatelé 2 sedačkových lanovek, 4 lyžařských vleků, 30 kilometrů sjezdovek a 5 kilometrů dlouhé běžkařské trasy.
Obec je napojena na síť veřejné dopravy autobusovou linkou Postauto z obce Cevio.